# Aire urbaine d'Étaples

L'aire urbaine d'Étaples dans le Nord-Pas-de-Calais

L'aire urbaine d'Étaples est une ancienne aire urbaine française centrée sur l'agglomération d'Étaples.
Elle a été intégrée à l'aire urbaine de Berck en 2010.

## Caractéristiques
D'après la définition qu'en donne l'INSEE, l'aire urbaine d'Étaples est composée de 11 communes, situées dans le Pas-de-Calais. Ses 26 686 habitants font d'elle la 213e aire urbaine de France.
4 communes de l'aire urbaine sont des pôles urbains.
Le tableau suivant détaille la répartition de l'aire urbaine sur le département (les pourcentages s'entendent en proportion du département) :
| Département   | Communes | Communes (%) | Superficie (km²) | Superficie (%) | Population (1999) | Population (%) |
| ------------- | -------- | ------------ | ---------------- | -------------- | ----------------- | -------------- |
| Pas-de-Calais | 11       | 1,2          | 121,59           | 1,8            | 26 686            | 1,9            |

## Communes
Voici la liste des communes françaises de l'aire urbaine d'Étaples.
| Code INSEE | Commune                | Type                  | Département   | Superficie (km²) | Population (1999) | Densité (hab./km²) |
| ---------- | ---------------------- | --------------------- | ------------- | ---------------- | ----------------- | ------------------ |
| 62124      | Beutin                 | Commune monopolarisée | Pas-de-Calais | +0003,           | +00 000373,       | +00124,33          |
| 62176      | Bréxent-Énocq          | Commune monopolarisée | Pas-de-Calais | +0007,27         | +00 000577,       | +00079,37          |
| 62261      | Cucq                   | Pôle urbain           | Pas-de-Calais | +0013,16         | +0 0004 912,      | +00373,25          |
| 62318      | Étaples                | Pôle urbain           | Pas-de-Calais | +0012,95         | +00011 177,       | +00863,09          |
| 62354      | Frencq                 | Commune monopolarisée | Pas-de-Calais | +0019,81         | +00 000705,       | +00035,59          |
| 62496      | Lefaux                 | Commune monopolarisée | Pas-de-Calais | +0008,25         | +00 000242,       | +00029,33          |
| 62527      | Longvilliers           | Commune monopolarisée | Pas-de-Calais | +0010,99         | +00 000250,       | +00022,75          |
| 62554      | Maresville             | Commune monopolarisée | Pas-de-Calais | +0002,46         | +000 00073,       | +00029,67          |
| 62571      | Merlimont              | Pôle urbain           | Pas-de-Calais | +0021,49         | +0 0002 606,      | +00121,27          |
| 62826      | Le Touquet-Paris-Plage | Pôle urbain           | Pas-de-Calais | +0015,31         | +0 0005 299,      | +00346,11          |
| 62832      | Tubersent              | Commune monopolarisée | Pas-de-Calais | +0006,9          | +00 000472,       | +00068,41          |
|            | Total                  |                       |               | +0121,59         | +00026 686,       | +00219,48          |